# Grandson
Grandson (antiguamente en alemán Gransee) es una comuna y ciudad histórica suiza del cantón de Vaud, situada en el distrito de Jura-Nord vaudois a orillas del lago de Neuchâtel. Limita al norte con las comunas de Fiez y Champagne, al noreste con Bonvillars, al sureste con Cheseaux-Noréaz, al sur con Yverdon-les-Bains y Montagny-près-Yverdon, y al oeste con Valeyres-sous-Montagny y Giez. Cuenta con 3,021 habitantes (al 31 de diciembre de 2009).
La comuna fue capital hasta el 31 de diciembre de 2007 del distrito de Grandson y del círculo de Grandson.

## Véase también

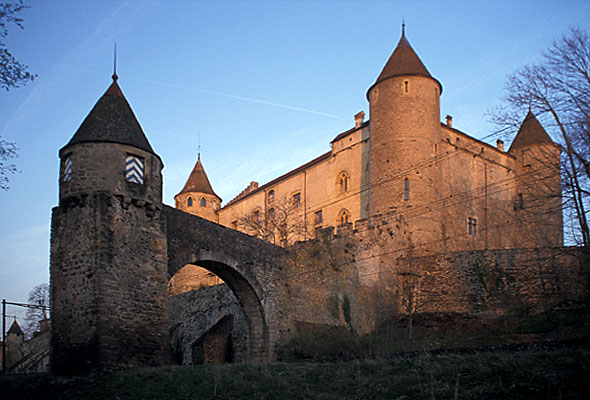
Castillo de Grandson.